# Junta
 For alternative betydninger, se Junta (flertydig). (Se også artikler, som begynder med Junta)
Junta  er et spansk ord for forsamling, råd eller komité; brugt om et fællesskab, en forening – en gruppe der går sammen om et eller flere sociale eller officielle sammenslutninger.
Med tiden er Junta blevet betegnelse for et militærregime, der ved et stats-/militærkup har overtaget magten og suverænt styrer en stat ved brug af håndgribelig magt – en militærjunta.